# Montaldo Bormida
Montaldo Bormida (piemontesisch Montad Bormia) ist eine Gemeinde in der italienischen Provinz Alessandria (AL), Region Piemont.

## Lage und Einwohner
Die Gemeinde Montaldo Bormida liegt rund 30 km südlich von der Provinzhauptstadt Alessandria entfernt auf einer Höhe von 334 m über dem Meeresspiegel. Das Gemeindegebiet umfasst eine Fläche von 5,57 km² und hat 586 (Stand 31. Dezember 2023) Einwohner.
Die Nachbargemeinden sind Carpeneto, Orsara Bormida, Rivalta Bormida, Sezzadio und Trisobbio.

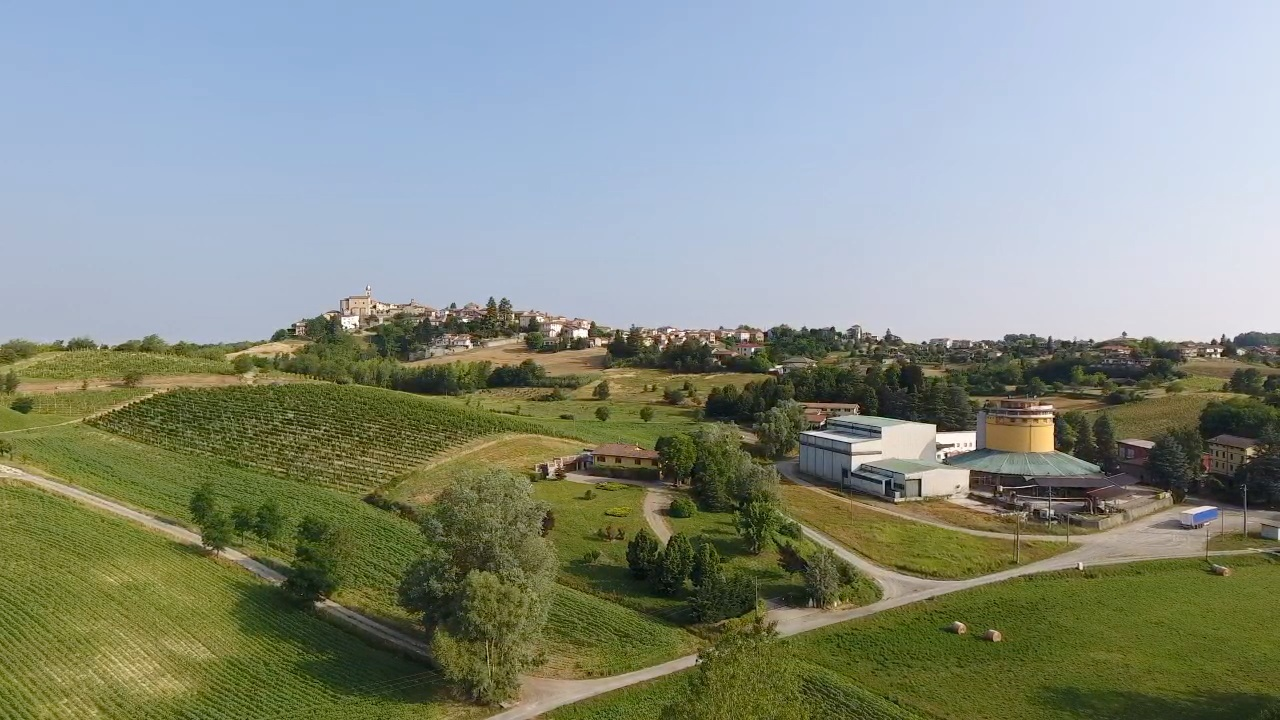
Panorama von Montaldo Bormida, im Vordergrund das Tre Castelli

## Geschichte

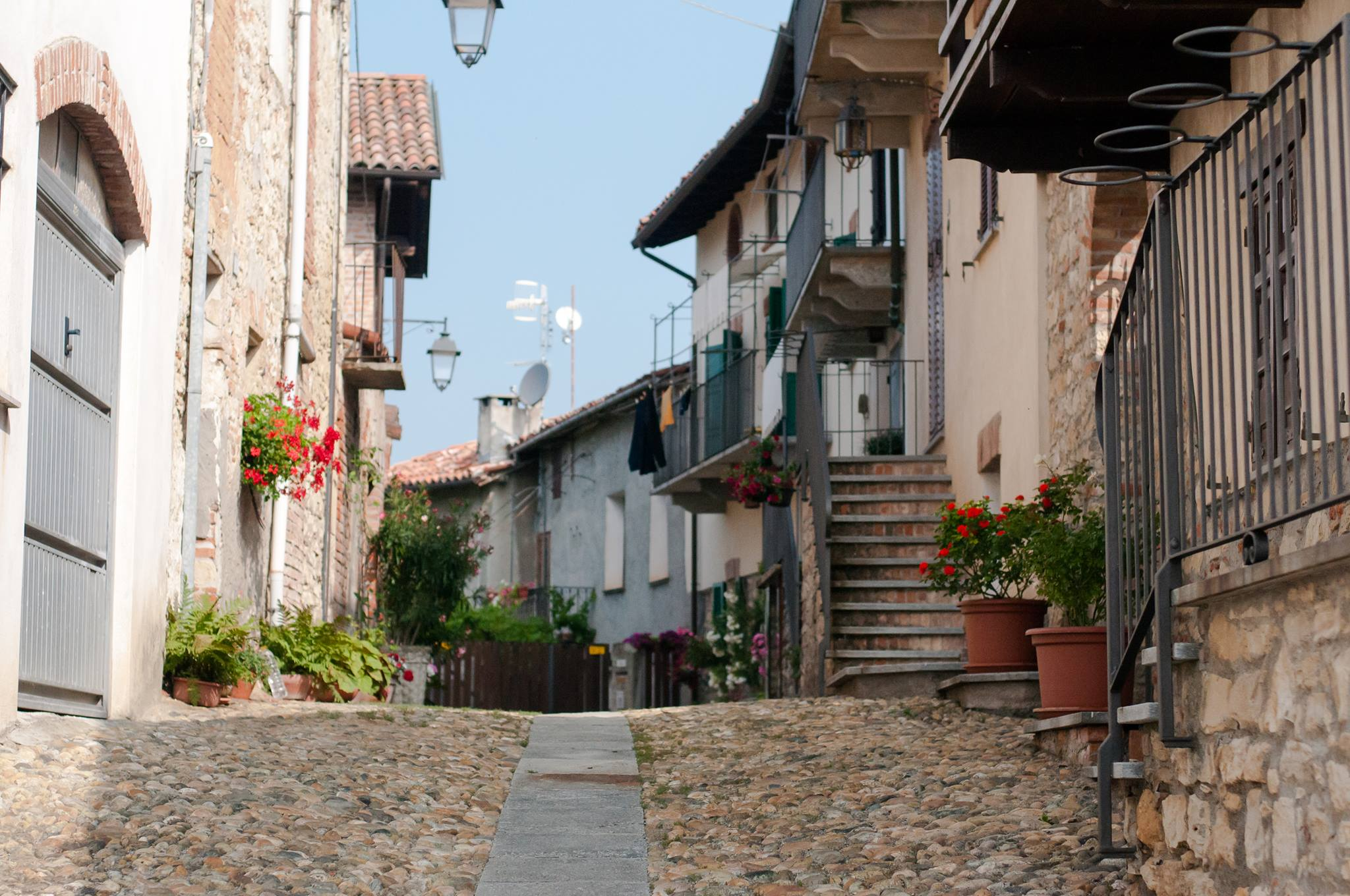
Historisches Zentrum

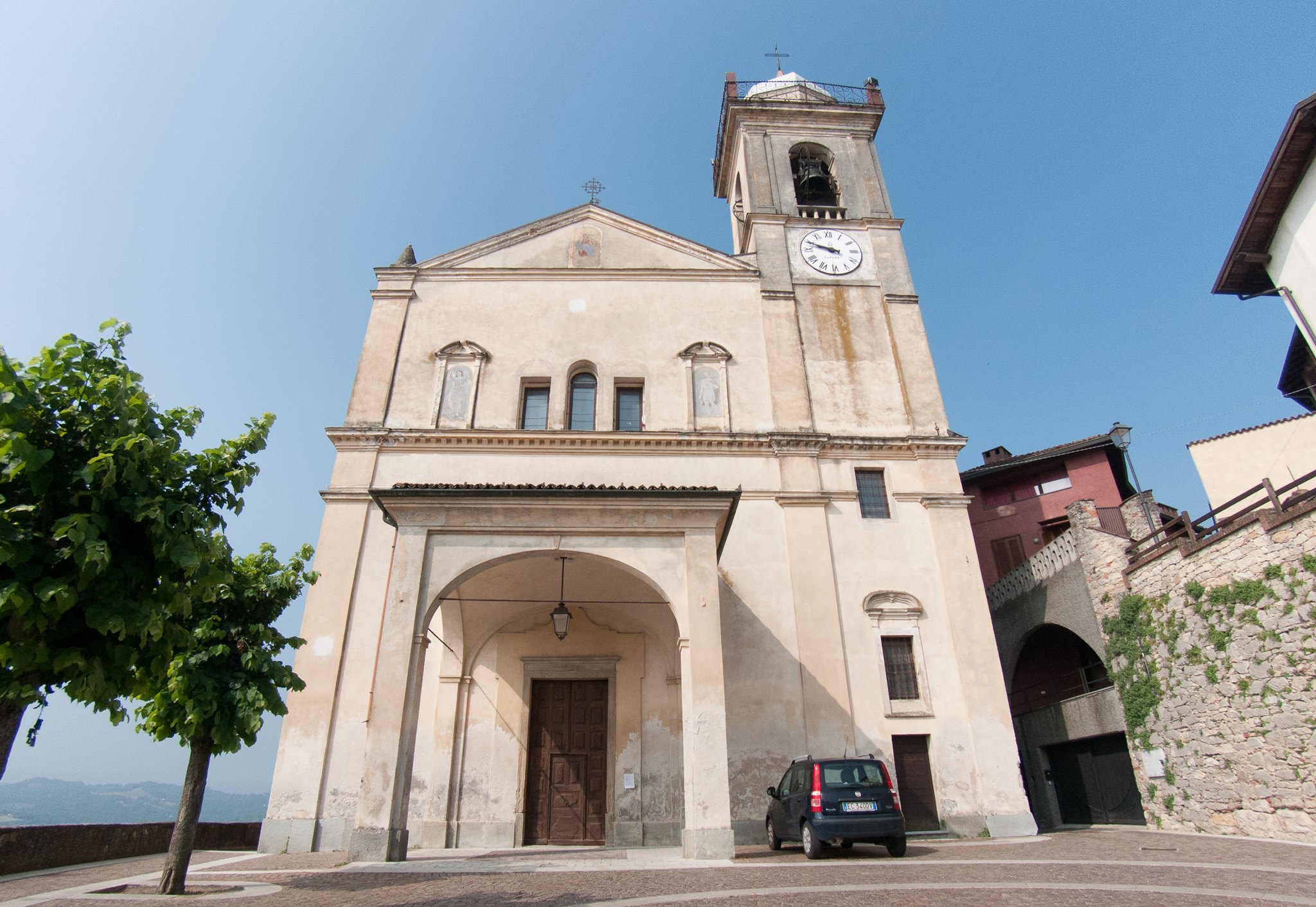
Kirche San Michele Arcangelo

Der Ortsname ist seit 987 durch die Formen MONTE ALTO und MONTIS ALTI bezeugt, die vom Nominativ MONS ALTUS abgeleitet sind. Die Varianten werden durch „Montealdo“, „Montaldus“ und „Montaudus“ dargestellt.
Seine Ursprünge reichen bis ins Mittelalter zurück. Tatsächlich stammen die ersten sicheren historischen Informationen aus dem Jahr 1164, dem Jahr, in dem es in einem Diplom der kaiserlichen Kanzlei erwähnt wurde. Anschließend wurde zwischen Ende des 12. und Anfang des 13. Jahrhunderts ein weiteres Dokument verfasst, in dem der Marquis Bonifacio del Monferrato Alessandria um die Rückgabe des Dorfes zusammen mit Sezzadio und San Salvatore bat. Im August 1203 gelang es dem Marquis, von den Alexandrinern die Hälfte der Siedlung sowie Konzessionen verschiedener Art zu erhalten. Alles wurde durch die Investiturzeremonie, die einen Monat später stattfand, bestätigt.
Im 14. Jahrhundert schloss Luchino Visconti einen Vertrag mit dem Volk von Alessandria ab, und in der Zeit zwischen diesen Jahren und dem Beginn des 16. Jahrhunderts begann die Mailänder Präsenz in der Region an Bedeutung zu gewinnen. Nachdem es unter die Gerichtsbarkeit von Alessandria zurückgekehrt war, wurde es an die Della Valle, Ferraris von Orsara und die Pallavicini Spinola von Genua belehnt, die den Grafentitel erhielten.

## Sehenswürdigkeiten
- Ein alter Bergfried, der einzige Überrest einer im 16. Jahrhundert zerstörten Burg.
- Die Pfarrkirche San Michele Arcangelo und Madonna del Rosario, erbaut 1686 unter Verwendung von Material, das aus der zerstörten Burg geborgen wurde. In deren Inneren wird ein Gemälde von Pietro Ivaldi da Ponzone, bekannt als „Il muto“, aufbewahrt.
- Das Oratorium von San Rocco und die Santissima Annunziata.

## Partnergemeinde
- Sigoulès

## Kulinarische Spezialitäten
In Montaldo Bormida werden Reben des Dolcetto für den Dolcetto d’Ovada, einen Rotwein mit DOC Status angebaut. Die Beeren der Rebsorten Spätburgunder und/oder Chardonnay dürfen zum Schaumwein Alta Langa verarbeitet werden. Barbera findet Eingang in den Rotwein Barbera del Monferrato.
Im Jahr 1955 wurde das Weingut „Tre Castelli“ in Montaldo Bormida gegründet. Es handelt sich um eine Genossenschaft, der die Mitglieder die Produkte ihrer Weinberge für die Weinproduktion und -verarbeitung sowie für den Groß- und Einzelhandelsverkauf des Weines zur Verfügung stellen. Das markante Bauwerk mit seinem charakteristischen Turm wurde im Laufe der Jahrzehnte am Fuße der Stadt, an der Grenze zur Gemeinde Carpeneto, an der Straße SP 197 errichtet und erweitert.